# عزيز أباظة
محمد عزيز أباظة (3 أغسطس 1898 - 1973)، هو شاعر مصري ويعد رائد الحركة المسرحية الشعرية بعد أحمد شوقي. بالأضافة إلى كونه المدير السابق لعدة أقاليم مصرية منها القليوبية والمنيا وبورسعيد وأسيوط.

ينحدر من الأسرة الأباظية المصرية المعروفة والشائع عنها أنها ذات أصول شركسية، وهنالك رأي آخر حيث ينسبها البعض لقبيلة العايد، من غطفان اليمن من قبيلة جذام القحطانية اليمانية الكريمة، كبرى قبائل دلتا مصر.
وقد أكتسبت عائلة أباظة هذا اللقب من جنسية أمهم زوجة الشيخ العايد التي كانت من إقليم أباظيا (أبخازيا).

## نشأته وحياته
ولد في منيا القمح في محافظة الشرقية عام 1898 وتلقى تعليمه الابتدائي في المدرسة الناصرية الابتدائية، وأكمل دراسته في كلية فيكتوريا في الإسكندرية ثم المدرسة التوفيقية بشبرا ثم المدرسة السعيدية. درس القانون وتخرج في كلية الحقوق بالقاهرة عام 1923.
تمرن على المحاماة في مكتب وهيب دوس بك المحامي لمدة عامين، ثم التحق بالحكومة وشغل عدة مناصب فيها فعمل مساعداً للنيابة فوكيلاً للنيابة في مديرية الغربية. وفاز بعضوية مجلس النواب عام 1929، عاد بعدها ليتولى عدة مناصب إدارية منها وكيلاً لمديرية البحيرة عام 1935، ومديراً للقليوبية عام 1938 ثم مديراً للفيوم ثم مديراً للبحــيرة، ثم عين محافظاً لبورسعيد وحاكماً عسكرياً عام 1942، ومنها مديراً لأسيوط. نال رتبة باشا أثناء خدمته في أسيوط، ثم عين عضواً في مجلس الشيوخ عام 1947. اختير عضواً بمجمع اللغة العربية في القاهرة سنة 1959 ورئيساً للجنة الشعر بالمجـلس الأعلى لرعاية الفنون والآداب كما عين عضواً بالمجمع العلمي العراقي. حصل على جائزة الدولة التقديرية في الآداب عام 1965.
   اتجه محمد عزيز أباظة إلى المسرح الشّعري متأثرا  بأحمد شوقي في المسرحيّة الشّعريّة، وقد استمد مثله معظم مسرحياته من التّاريخ العربيّ الإسلاميّ. خاصة في مسرحيّة «قيس ولبنى» فهي تشبه «مجنون ليلى» فكرةً وموضوعًا.[1] ترك عزيز أباظة آثارًا أدبيّةً شعريّةً منها: ديوان، وأنّات حائرة، ومسرحيات قيس ولبنى، العباسة، غروب الأندلس، عبد الرحمن الناصر، شجرة الدّر، أوراق الخريف، قافلة النور وقيصر، أما آخر كتبه فكان من إشراقات السيرة النبوية. اِتسم أسلوب عزيز أباظة بالجزالة، القوة والفخامة، سواء في ديوانه الشعريّ أم في مسرحيّاته. 

## أعماله الأدبية
اتسم أسلوبه بالجزالة والقوة والفخامة، له ديوان شعر بعنوان «أنات حائرة» نشره عام 1943 وألف تسع مسـرحيات شـعرية هي:
- قيس ولبنى - نشر عام 1943.
- العباسة - نشر عام 1947.
- الناصر- نشر عام 1949.
- شجرة الدر - نشر عام 1950.
- غروب الأندلس - نشر عام 1952.
- شهريار - نشر عام 1955.
- أوراق الخريف - نشر عام 1957.
- قيصر - نشر عام 1963.
- زهرة - نشر عام 1968.
- من اشرقات السيرة النبوية (يضم أهم الأحداث التي حدثت عبر السيرة النبوية الشريفة وذلك بصياغة شعرية)
- ديوان عزيز أباظة، وأصدر بعد وفاته، وضم أربعة دواوين في العاطفة والقومية والرثاء وقصائد أخرى
- كتاب (أشعار لم تنشر لعزيز أباظة)، أصدرته أبنته عفاف أباظة بعد وفاته ويضم أشعار لم تنشر في أي الدواوين والمسرحيات السابقة
- ديوان (أنات حائرة)

قال في رثاء جمال عبد الناصر:

## قراءات إضافية
- محمد مندور، محاضرات في الشعر المصري بعد شوقي (القاهرة 1958).
- د. فاطمة موسى، موسوعة المسرح، الهيئة المصرية العامة للكتاب.

## وصلات خارجية
- عزيز أباظة على موقع أرشيف الشارخ.

1. ↑  كامل سلمان الجبوري (2003). معجم الأدباء من العصر الجاهلي حتى سنة 2002م. بيروت: دار الكتب العلمية. ج. 4. ص. 218. ISBN:978-2-7451-3694-7. LCCN:2003489875. OCLC:54614801. OL:21012293M. QID:Q111309344.
2. ↑  نقلا عن موقع النسابون العرب [وصلة مكسورة] نسخة محفوظة 05 يناير 2016 على موقع واي باك مشين.
3. ↑  "عزيز أباظة – حكاية شارع". مؤرشف من الأصل في 2023-11-29. اطلع عليه بتاريخ 2024-05-31.
4. ↑  حمصي, نهلة حسن رياض. "أباظة (عزيز-)". الموسوعة العربية (بالإنجليزية). Archived from the original on 2023-12-04. Retrieved 2024-05-31.